# Экибастузская ГРЭС-1
Экибастузская ГРЭС-1 имени Булата Нуржанова — крупнейшая в Казахстане тепловая электростанция в городе Экибастуз Павлодарской области Казахстана, расположена на берегу озера Женгельды. Проектная установленная мощность Экибастузской ГРЭС-1 — 4000 МВт. На конец 2024 год работают все 8 энергоблоков.
Размеры главного корпуса: длина — 500 м, ширина — 132 м, высота — 64 м, высота дымовых труб 300 и 330 метров.
Генераторы блоков 1 и 2 подключены к ОРУ-220 кВ, блоки 3 и 4 к ОРУ-500 кВ, блоки 5-6 и 7-8 подключены к ОРУ-500 кВ по схеме «спаренных блоков».

## История
Строительство первых объектов Экибастузской ГРЭС-1 берёт своё начало в январе 1974 года.
Станция строилась в рамках проекта СССР по созданию экибастузского топливно-энергетического комплекса (ЭТЭК). Местоположение станции определила её близость к основным угледобывающим разрезам Казахстана Экибастузского угольного бассейна (так, в 25 км восточнее расположен крупнейший в мире разрез «Богатырь»). Источником водоснабжения станции является водохранилище, созданное в котловане озера Женгельды и заполняемое водой из канала «Иртыш-Караганда имени Сатпаева». ЦК ВЛКСМ объявил ГРЭС-1 всесоюзной ударной комсомольской стройкой.
С начала 1990-х по 1996 годы ввиду отсутствия надлежащего обслуживания и плановых ремонтов, мощность станции упала до 655 МВт. Оборудование приходилось постоянно аварийно останавливать ввиду поломок. Задолженность по зарплате работникам достигала 7 месяцев.
В 1996 году ЭГРЭС-1 была куплена американской энергетической компанией AES. В течение первого года после покупки станции, численность персонала была снижена с примерно 2500 до 1000 человек, а позже до менее чем 700 человек. При этом заработная плата начала выплачиваться своевременно (2 раза в месяц), улучшилось социальное обеспечение работающих на станции. Одновременно начали выделяться средства на проведение ремонтов и увеличение надёжности энергоблоков. Активно внедрялись «западные» методы управления.
В 2010 году Экибастузская ГРЭС-1 было присвоено имя Булата Газисовича Нуржанова — ветерана энергетики Казахстана и СНГ.
В 2012-м году на станции был запущен энергоблок № 8, простаивавший более 20 лет. В 2014 году завершилось восстановление блока № 2 (турбогенератор для него мощностью 550 МВт испытан в марте 2013 года, а три подогревателя низкого давления отгружены заводом Атомэнергомаш в сентябре 2014 года).
По состоянию на 2018 год в работе находилось 7 энергоблоков (энергоблок № 1 находился в процессе восстановления и реконструкции с заменой оборудования).
23 декабря 2024 года, после обширной модернизации, энергоблок № 1 был введён в эксплуатацию. Таким образом Экибастузская ГРЭС-1 вышла на полную мощность со всеми 8 энергоблоками.

## Собственники
До 1996 года находилась в собственности государства, затем в 1996 году была продана американской компании AES. Тогда тендер проводился в закрытом режиме и по неподтвержденной информации станция обошлась AES всего в 1,5 миллиона долларов. В 2008 году AES продала ЭГРЭС-1 компании Казахмыс за 1,26 миллиарда долларов. Сумма продажи была значительно выше, чем в своё время AES приобрела у государства. В 2010 году компания Казахмыс продала 50-процентную долю Фонду национального благосостояния «Самрук-Казына» за 681 миллион долларов. В 2010 году ТОО «Экибастузская ГРЭС-1» присвоено имя ветерана энергетики Казахстана и СНГ Булата Газисовича Нуржанова, новое юридическое название электростанции — ТОО «Экибастузская ГРЭС-1 им. Булата Нуржанова». Впоследствии ФНБ «Самрук-Казына» передал долю в ЭГРЭС-1 своей дочерней компании АО «Самрук-Энерго». В 2014 году Казахмыс продал свою остальную 50 % долю, компании АО «Самрук-Энерго» за 1,25 миллиарда долларов. Таким образом с 2014 года 100 % долей ТОО «Экибастузская ГРЭС-1» владеет АО «Самрук-Энерго».

## Энергоблоки
Согласно проекту каждый из восьми энергоблоков должен был вырабатывать по 500 МВт.
1-й энергоблок был введён в эксплуатацию в марте 1980. В 1996 году был остановлен. 23 декабря 2024 года, после обширной модернизации, энергоблок был снова введён в эксплуатацию.
2-й энергоблок был введён в эксплуатацию в октябре 1980.
3-й энергоблок был введён в эксплуатацию в феврале 1981.
4-й энергоблок был введён в эксплуатацию в ноябре 1981.
5-й энергоблок был введён в эксплуатацию в октябре 1982.
6-й энергоблок был введён в эксплуатацию в мае 1983.
7-й энергоблок был введён в эксплуатацию в октябре 1983.
8-й энергоблок был введён в эксплуатацию в 1984.

## Транспорт
Со станции Экибастуз-2 через Экибастуз-Северный (ГРЭС-1) до платформы «ЭГРЭС-2» в своё время было очень интенсивное пригородное железнодорожное сообщение.
Дизель-поезда и электропоезда доставляли персонал на станцию и обратно, а также дачников, дачи которых расположены по пути следования поездов.
Пассажирское сообщение полностью прекращено в 2005 году.
В настоящее время персонал станции доставляется до работы автобусным транспортом.

## Аварии
1984 год — во время ремонтных работ на блоке № 5 произошло возгорание машинного масла, отключилось маслоснабжение уплотнения вала генератора, произошёл выброс водорода (около 95 куб. м.) и взрыв. Обрушение кровли, пожар.
1990 год — обрыв лопаток на ЦНД турбины блока № 5, срыв уплотнения вала генератора, выброс водорода, обрушение кровли машинного зала. Погибли 2 человека: пожарный (наткнулся на арматуру) и обмуровщица.
1998 год, январь — без внешнего воздействия обрушилась кровля маш. зала на блоке № 3. В связи с тем, что авария произошла около 5 утра, жертв нет.
2003 год, ноябрь — из-за резкого повышения давления ПВД на блоке № 3 (по не уточнённым данным из-за лавинообразного обрыва труб с питательной водой (около 300 кгс/см2) «колпак» ПВД подбросило вверх, колпаком разрушена кровля маш.зала, возник пожар. Погиб один человек, несколько пострадало.